# Garbúzovaya Balka
Garbúzovaya Balka (del ruso: Гарбу́зовая Ба́лка) es un jútor del raión de Briujovétskaya del krai de Krasnodar en el sur de Rusia. Está situado 15 km al noroeste de Briujovétskaya y 92 km al norte de Krasnodar, la capital del krai. Tenía 785 habitantes en 2010.
Pertenece al municipio rural Briujovétskoye.
Su nombre deriva de la palabra ucraniana garbuz, "calabaza".